# Relations entre le Ghana et la Guinée
Les relations entre le Ghana et la Guinée sont les relations bilatérales entre le Ghana et la  république de Guinée,,,.

## Histoire
Depuis les années d'indépendance le Ghana et la Guinée entretiennent de bonnes relations.
Entre 1961 et 1963, ils formaient Union des États africains.

## Comparaison entre les deux pays
Il s’agit d’une comparaison générale et de référence pour les deux pays :
| Comparaison                                             | Ghana            | Guinée           |
| ------------------------------------------------------- | ---------------- | ---------------- |
| Superficie (km2)                                        | 238,53 mille     | 245,86 mille     |
| Nombre d'habitants ( personnes )                        | 26,91 millions   | 12,72 millions   |
| Densité de population (n./km²)                          | 112,82           | 51,74            |
| Capitale                                                | Accra            | Conakry          |
| Langue officielle                                       | langue anglaise  | langue française |
| Devise                                                  | Cedi             | franc guinéen    |
| PIB (milliards de dollars)                              | 47,33 milliards  | 10,50 milliards  |
| PIB (parité de pouvoir d'achat) en milliards de dollars | 115,41 milliards | 15,24 milliards  |
| PIB nominal par habitant en dollars américains          | 1,37 mille       | 531              |
| PIB par habitant en dollars américains                  | 4,08 mille       | 1,22 mille       |
| Indice de développement humain                          | 0,579            | 0,411            |
| Indicatif d'appel international                         | +233             | +224             |
| Symbole Internet                                        | gh               | .gn              |
| Fuseau horaire                                          | 00               | 00               |

## Organisations internationales communes
Les deux pays partagent l'adhésion à un groupe d' organisations internationales, notamment :
| Nom de l'organisation                                                              | Date d'adhésion du Ghana | Date d'adhésion de la Guinée | Sceaux des organisations |
| ---------------------------------------------------------------------------------- | ------------------------ | ---------------------------- | ------------------------ |
| Association internationale de développement                                        | 29 décembre 1960         | 26 septembre 1969            |                          |
| UNESCO                                                                             | 11 avril 1958            | 2 février 1960               |                          |
| Agence multilatérale de garantie des investissements                               | 29 avril 1988            | 5 octobre 1995               |                          |
| Nations Unies                                                                      | 8 mars 1957              | 12 décembre 1958             |                          |
| Pays d'Afrique, Caraïbes et Pacifique                                              | ?                        | ?                            |                          |
| Groupe intergouvernemental sur l'observation de la Terre                           | ?                        | ?                            |                          |
| Union postale universelle                                                          | ?                        | ?                            |                          |
| Banque internationale pour la reconstruction et le développement                   | 20 septembre 1957        | 28 septembre 1963            |                          |
| Organisation pour l'interdiction des armes chimiques                               | ?                        | ?                            |                          |
| Société financière internationale                                                  | 3 avril 1958             | 22 octobre 1982              |                          |
| Centre international pour le règlement des différends relatifs aux investissements | 14 octobre 1966          | 4 décembre 1968              |                          |
| Organisation mondiale du commerce                                                  | ?                        | 25 octobre 1995              |                          |
| Interpol                                                                           | ?                        | ?                            |                          |
| Union africaine                                                                    | ?                        | 1963                         |                          |
| Banque africaine de développement                                                  | ?                        | ?                            |                          |

## Missions diplomatiques
- La Guinée a une ambassade à Accra.
- Le Ghana dispose d'une ambassade à Conakry.